# کلوئی مارشال
کلوئی مارشال (انگلیسی: Chloe Marshall؛ زادهٔ ۲۷ مارس ۱۹۹۱) یک مدل سایز بزرگ اهل انگلستان از کرانلی، شهرستان ساری (انگلستان) است. او پس از کسب عنوان Miss Surrey در مارس ۲۰۰۸، اولین مدل سایز ۱۶ شد که به فینال تیارا خانم انگلستان رسید.